# Тальци
Тальци (рос. Тальцы) — станція Улан-Уденського регіону Східносибірської залізниці Росії, розташована на дільниці Заудинський — Каримська між станціями Заудинський (відстань — 8 км) і Онохой (19 км). Відстань до ст. Каримська — 637 км.